# Brasema maculicornis
Brasema maculicornis är en stekelart som beskrevs av Cameron 1905. Brasema maculicornis ingår i släktet Brasema och familjen hoppglanssteklar.
Artens utbredningsområde är Guatemala. Inga underarter finns listade.